# Silvino Cubesare Quimare
Silvino Cubesare Quimare (n. Batopilas, Chihuahua, 20 de agosto de 1977) es un campesino, corredor y ultramaratonista mexicano de ascendencia rarámuri. Ha destacado a nivel nacional e internacional por conquistar, entre otros, el primer lugar en los 100 km del ultramaratón de la Ruta Run en Costa Rica en 2012 y 2013; el primer lugar en la categoría sénior y el segundo lugar general en los 154 km del Trail Quixote Legend de 2014, que tiene lugar en las sierras de Alcaraz y Segura en Albacete, España; el primer lugar en los 100 km del Ultramaratón de los Cañones en el marco del Festival Internacional de Turismo y Aventura de Chihuahua 2014, efectuado en Guachochi; el primer lugar en los 110 km del Gran Trail Peñalara 2015, organizado por la Real Sociedad Española de Alpinismo Peñalara en Madrid, España; y una medalla de bronce en los Juegos Mundiales de los Pueblos Indígenas 2015.
Ha sido portada de la revista Runner's World, una de las principales publicaciones sobre atletismo; fue señalado por la revista Quién entre los 50 personajes que «mueven a México» en 2014; y además recibió un reconocimiento de manos del presidente Enrique Peña Nieto en el marco del Día Internacional de Pueblos Indígenas en 2014. También se le conoce por ser uno de los protagonistas del best seller Born to Run (Nacidos para correr) de Christopher MacDougall, junto a su tío Arnulfo Quimare y el corredor estadounidense Michael Randall Hickman, en el que se describen las condiciones en que viven estos corredores innatos.

## Medallas internacionales
| Juegos Mundiales de los Pueblos Indígenas | Juegos Mundiales de los Pueblos Indígenas | Juegos Mundiales de los Pueblos Indígenas | Juegos Mundiales de los Pueblos Indígenas |
| Año                                       | Lugar                                     | Medalla                                   | Competición                               |
| ----------------------------------------- | ----------------------------------------- | ----------------------------------------- | ----------------------------------------- |
| 2015                                      | Palmas ( Brasil)                          | Medalla de bronce                         | Carrera                                   |